# Vorsteher der Aufträge
Der Vorsteher der Aufträge war ein altägyptischer Titel, dessen Bedeutung in der Forschung umstritten ist und nur im Alten Reich bezeugt ist. Diesen Titel trugen oftmals Beamte der Provinzialverwaltung und es scheint sich vor allem in der 4. und 5. Dynastie um den wichtigsten Titel gehandelt zu haben, den Gaufürsten trugen. Es waren Beamte, die im Auftrag des Königs Aufträge in der Provinz durchführten. Die genaue Lesung des Titels ist umstritten, vor allem ist es nicht eindeutig, ob es Vorsteher der Aufträge oder Vorsteher des Auftrages zu übersetzen ist. Als Titel der Provinzialverwaltung hatte er oftmals einen Zusatz, der den Ort spezifizierte (Vorsteher der Aufträge in X).